# Supplier relationship management
Supplier Relationship Management (SRM) —gestión de las relaciones con los proveedores— (suministradores, acreedores) es un término que describe los métodos y procesos de una empresa o institución que adquiere productos y servicios para establecer relaciones positivas con otra empresa que los provee. Puede tratarse de la obtención de suministros de uso interno, de materias primas para el consumo durante el proceso de fabricación o de la adquisición de bienes de inventario para ser revendidos como productos en la distribución y venta al por menor.
La función de la gestión de suministros de una organización es responsable de la adquisición de bienes y servicios para la organización. En muchas organizaciones, la adquisición o compra de servicios es llamada «contratación», mientras que el de mercancías se denomina «compra» o «adquisición». 
- Gestionar el desempeño de los proveedores: la aplicación de tecnologías, procesos, políticas y procedimientos para apoyar el proceso de compra; muchas compañías cuentan con un programa específico para su gestión.
- El proveedor de gestión de relaciones con el proceso: a partir de un procedimiento que genera la estructura de cómo las relaciones con los proveedores serán desarrolladas y mantenidas.
- Las teorías económicas de la oferta y la demanda: la gestión de oferta se considera generalmente como un proceso sistemático de negocio, que incluye más funciones que las tradicionales de compra, tales como, la coordinación interna de entrada y de preproducción logística y la gestión de inventario.

La gestión de oferta se refiere principalmente a la supervisión y gestión de materiales y servicios de insumos, la gestión de los proveedores que proporcionan los insumos y el apoyo del proceso de adquisición de esos insumos. El desempeño de la gestión de oferta y servicios profesionales de la gestión de oferta se mide en términos de cantidad de dinero ahorrado para la organización. Sin embargo, la gestión de riesgo es uno de los otros aspectos críticos de la gestión de oferta, especialmente el riesgo de no disponibilidad en el tiempo requerido de la calidad de bienes y servicios críticos para una organización de la supervivencia y crecimiento.

## Historia
Antes de 1900, las operaciones de compra eran reconocidas como funciones independientes de muchas compañías ferroviarias, pero poco extendido a compañías de otras secciones.
Antes de la Primera Guerra Mundial, las operaciones de compra se consideraban principalmente actos realizados por el clero.
Durante la Primera y Segunda Guerra Mundial, la importancia de las operaciones de compra se incrementó debido a la necesidad incipiente de obtener materias primas, insumos y otros servicios necesarios para mantener las fábricas y minas de explotación.
Durante las décadas de 1950 y 1960, las operaciones de compra siguieron ganando importancia, y con ello las técnicas para realizar dichas operaciones se hicieron más refinadas y el número de profesionales capacitados aumentaron.
Durante las décadas de 1970 y 1980, aumentó el énfasis en la búsqueda de estrategias de compra, como la capacidad de obtener las materias primas de los proveedores a precios más asequibles y realistas.
En septiembre de 1983, la revista Harvard Business Review publicó un artículo pionero de Peter Kraljic sobre la estrategia de compras que es ampliamente citado hoy en día como el inicio de la evolución del término "comprar" y lo que ello conllevaba. Este artículo sirvió como base para desarrollar tácticas de gestión y adquisición, además de estrategias varias para negocios.
Durante la década de 1990, el concepto de gestión de suministros (referido más a la adquisición de suministros) comienza a estar más integrado en la estrategia global de la empresa y  se produce una evolución perceptible en las funciones de los negocios, impulsado por el desarrollo de software de gestión de suministros que ayudan a automatizar determinados procesos.
Durante la década del año 2000, surge en las empresas un nuevo cargo, denominado Jefe de Compras o Jefe de Aprovisionamiento. Con la aparición de este nuevo cargo, surgieron revistas y publicaciones, eventos y páginas web dedicadas exclusivamente a la promoción y gestión de suministros. Durante la recesión mundial de 2008-2009 la correcta gestión del suministro se hizo un lugar entre los objetivos prioritarios de las empresas.
En el año 2011, debido a la aparición y evolución de las redes sociales (como Facebook), los profesionales de gestión de suministros deciden unirse en torno a valores e intereses comunes.

## Desarrollo de proveedores
Se define desarrollo de proveedores como el entorno colaborativo donde se da la transferencia tecnológica hacia la red de suministro que permite el desarrollo de la cadena de abastecimiento.
La cooperación tecnológica puede ser realizada básicamente a través de tres tipos de cooperación, la cooperación vertical con clientes y/o proveedores, la cooperación institucional con centros tecnológicos y/o las universidades y la cooperación horizontal entre competidores y está ampliamente demostrado que estos tienen un efecto sobre los resultados empresariales. (Surroca Aguilar & Santamaría Sánchez, 2007).
Se deben diferenciar dos términos al realizar el desarrollo:  
- PROVEEDOR: Persona natural o jurídica sobre la cual la empresa manifiesta interés directo para que participe en la oferta de bienes o servicios. Estas personas se encuentran inscritas en un registro de proveedores.
- CONTRATISTA: Persona natural o jurídica que suministra a la Empresa, bienes o servicios en virtud de una relación contractual vigente.[3]

Las empresas y en especial las empresas pequeñas en los países subdesarrollados o en vías de desarrollo tienen la responsabilidad del crecimiento y del desarrollo de mercados competitivos y eficientes (Inan & Bititci, 2015) y estas se fortalecen aún más trabajando en entornos de colaboración.
En la cadena de suministro, la empresa tractora —también conocida como empresa ancla—, incluye a su red de proveedores dentro de su planeación estratégica y actúa sobre el mejoramiento de sus procesos. 
Por medio de la matriz de Kraljic, categoriza los bienes y servicios en cuatro categorías: apalancados, rutinarios, estratégicos y cuello de botella, y trabaja sobre los dos últimos.
Por medio de esta gestión la empresa ancla impacta positivamente sus KPI de calidad, costo y plazo, al tiempo que fortalece las relaciones de largo plazo con su red de proveedores. En occidente la primera empresa que instauró este tipo de alianzas fue Chrysler en los años 80 con su director de compras Thomas Stallkamp. 
Se reconocen tres modelos de intervención: 
- Modelo Táctico: Para mejorar un bien o servicio específico
- Modelo Integral: Para mejorar toda la organización
- Modelo Micro-Sectorial: Para mejorar un mini-clúster

Para ejecutar estos mejoramientos se utilizan diversas metodologías, generalmente basadas en lean manufacturing o monozukuri.

## Relacionamiento con los proveedores

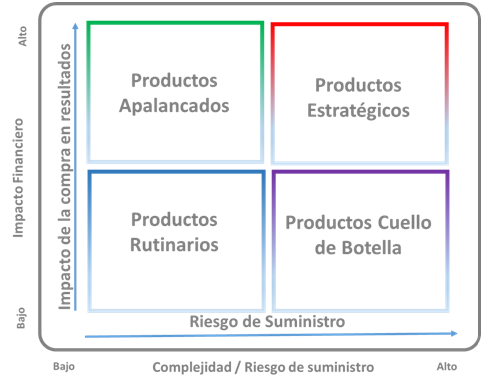
Matriz de relacionamiento

Existe una herramienta que ha sido utilizada ampliamente y que ha definido en muchos casos las estrategias de los departamentos de compras, ella es la matriz de Kraljic  y busca clasificar los proveedores en cuatro categorías, las cuales determinarán el modelo de relacionamiento, por ende esclarece donde aplicar   los esfuerzos de desarrollo. Los productos se clasifican en uno de los cuadrantes y a partir de su ubicación podremos discernir la estrategia de compra.

### Bienes o servicios apalancados
Son productos  que cuentan con muchos proveedores disponibles y le representan alta rentabilidad al comprador, es fácil cambiar de proveedor y la calidad que se encuentra en el mercado es estándar. 
El comprador es dominante en la negociación y existe un nivel moderado de interdependencia. 
Estrategia de compra: Se trabaja con precios presupuestados y precio objetivo, donde normalmente se hace un acuerdo sombrilla con los proveedores preferidos. Se puede trabajar con subasta inversa electrónica, acuerdos marco o pedidos abiertos de aprovisionamiento.

### Bienes o servicios estratégicos
Son cruciales para el comprador, tienen un alto riesgo de abastecimiento causado por escasez, logística de abastecimiento complicada o riesgo de no cumplimiento del servicio por falta de personal cualificado. Existe un alto nivel de interdependencia y el poder equilibrado entre comprador y vendedor. Estrategia de compra: alianzas estratégicas, concepto de proveedor líder, relaciones cercanas, creación compartida, se puede considerar integración vertical y enfoque de valor a largo plazo.

### Bienes o servicios no críticos
Son fáciles de comprar y tienen un bajo impacto en los resultados financieros. La calidad de estos bienes o servicios esta estandarizada. Existe un bajo nivel de interdependencia y un poder de negociación equilibrado. Estrategia de compra: Normalmente se trabaja por reducir el tiempo empleado a estas compras, buscando la estandarización de los productos y volviendo eficiente su procesamiento.

### Bienes o servicios cuello de botella
En esta categoría existe un solo proveedor, los plazos de entrega son poco confiables y su impacto financiero es bajo. El comprador tiende a estar dominado por el vendedor, con un moderado nivel de interdependencia.
Estrategia de compra: Asegurar el volumen desde la contratación, mantener existencias adicionales, buscar proveedores potenciales.
Basados en esta clasificación muchos departamentos de compras establecen su estrategia frente a los proveedores, de acuerdo a los bienes y servicios que proveen. 

### ¿Cómo se relaciona la matriz de Kraljic con un programa de desarrollo de proveedores?
Desarrollo de proveedores de bienes o servicios cuello de botella: se  trabaja en la estandarización de los plazos con el proveedor actual, y en el desarrollo de productos con los proveedores potenciales para evitar la dependencia.
Desarrollo de proveedores de bienes o servicios estratégicos: se trabaja en el desarrollo integral del proveedor, se consideran la empresa ampliada, es decir parte integral de la misma.
Normalmente no se utilizan muchos recursos en el desarrollo de proveedores que suministren bienes o servicios apalancables (con alta disponibilidad), y no críticos.

## Grupos y certificaciones
La importancia de la gestión de la oferta a nivel mundial ha impulsado a las empresas la formación de organizaciones profesionales para hacer frente a la necesidad de mayores niveles de la gestión de la oferta de habilidades y conocimientos. Uno de los más importantes de estos es el Instituto de Manejo de Suministros, los Estados Unidos sin fines de lucro, asociación que cuenta con más de 40000 miembros. Es afiliado a la Federación Internacional de gestión de compras y suministros, una unión de los entes locales y asociaciones nacionales con la compra de unos 200,000 miembros.
Para las empresas que tratan de satisfacer la diversidad de proveedores pasan compromisos, el Consejo Nacional de Desarrollo de Proveedores Minoritarios. Consejo con 39 afiliadas en todo el país, se estableció en 1972 para ayudar a promover la diversidad de proveedores, y también ofrece formación para la gestión y el acceso a la minoría viables a las empresas comerciales.
Muchos programas de certificación son relevantes para la gestión de la oferta profesión. Algunos son ofrecidos a través de asociaciones sin ánimo de lucro. También hay fines de lucro, las empresas que ofrecen programas de certificación, como siguiente nivel de compras, compañía que ofrece el licenciatura Profesional en Manejo de Suministros (SPSM).

## Gestión de la cadena de suministros
La gestión de la oferta es diferente a la cadena de suministro, a pesar de que puede ser considerado como un componente de gestión de la cadena de suministro. Por el contrario, si la función de gestión de la oferta se establece como un nivel C esfuerzo estratégico, gestión de cadena de abastecimiento es sólo un componente de un conjunto estratégico de la gestión de la oferta. Supply Chain Management, que puede ser automatizado, por lo general se refiere a:
- La supervisión y gestión de materiales y servicios de insumos.
- El proceso de producción en la que los materiales y servicios se utilicen, y
- El suministro de productos que se generan a través del uso de los materiales adquiridos y servicios, que es análogo al cumplimiento de los requisitos del cliente.

La gestión de la oferta complementaria es una disciplina que abarca la alineación de las organizaciones, procesos y sistemas de abastecimiento estratégico, la gestión de contratos, gestión de proveedores, análisis del gasto para mejorar continuamente la oferta mundial para la mejor relación calidad-precio de ejecución en apoyo de los objetivos estratégicos del negocio.
La gestión de relaciones con proveedores es la gestión y el mantenimiento de la relación entre un comprador y un proveedor. El tipo de relación de trabajo que debe formar con los proveedores depende de la importancia de los bienes o servicios que se compran y suministran a la organización.
La gestión de las relaciones con los proveedores es una habilidad básica para todos los gerentes de compras y suministros. Al gestionar un proveedor, se debe considerar lo siguiente:
- Evaluar su capacidad para satisfacer las necesidades contractuales
- Medir su desempeño durante el periodo de contratación
- Trabajar con los proveedores para identificar desafíos, mientras se busca mejorar la relación profesional.
- Asegurar que se tienen los niveles adecuados de contacto para garantizar que la relación se mantiene encaminada para ambas partes.

## Software para la gestión de suministros y contratos
Magic Quadrant for Sourcing Application Suites, 2008, un reporte de investigación de Gartner Inc., resume: «la búsqueda de aplicaciones de forma sistemática y escalable para organizaciones de medios para gestionar todo el proceso de abastecimiento, incluida la finalización de las especificaciones de compra, selección de proveedores y negociación de precios… La mayoría de los vendedores de abastecimiento pasan por el análisis, la gestión de contratos y el desempeño de los proveedores las herramientas de gestión en sus suites». Gartner informa que, «el mejor de todos los proveedores de suites con emitido a través de software como un servicio dominar la aplicación estratégica de abastecimiento del mercado, mientras que las empresas de ERP con ofertas integradas están ganando tracción mediante el suministro de las fuentes de apoyo táctico». Gartner estima que el abastecimiento del mercado de software es de cerca de quinientos mil millones de dólares en 2007 con una tasa de crecimiento anual del 5 %. Los principales proveedores de la oferta y la gestión de contratos de software incluyen a Axial ERP, BravoSolution, Ivalua, AECsoft, Emptoris, Ariba y SAP.
Así mismo involucra la evaluación de proveedores para poder tomar acciones de desarrollo de los mismos como socios de negocio, con base a categorías de productos, por criticidad en la operación del cliente por ejemplo.
Existen distintas herramientas de sistemas para realizar este tipo de relación con el proveedor, un fabricante líder en el mercado ERP es SAP y ofrece su solución llamada mySAP SRM. La cual posee distintos escenarios dentro del mundo SRM, para cubrir las distintas necesidades de los clientes del área de aprovisionamiento como así también las necesidades de compras en sí mismo.